# La Peste à Florence
Pour plus de détails, voir Fiche technique et Distribution.
La Peste à Florence (en allemand : Die Pest in Florenz) est un film historique muet allemand réalisé par Otto Rippert, sorti en 1919 et mettant en vedette Theodor Becker, Karl Bernhard et Juliette Brandt.

## Fiche technique
- Titre : La Peste à Florence
- Réalisation : Otto Rippert
- Scénario : Fritz Lang
- Production : Erich Pommer
- Musique : Bruno Gellert
- Photographie : Willy Hameister, Emil Schünemann
- Décors : Hermann Warm
- Durée :73 minutes
- Année de sortie : 1919

## Distribution
- Theodor Becker : le moine franciscain
- Karl Bernhard : le confident de Lorenzo
- Julietta Brandt : la Mort (comme Julie Brandt)
- Erner Huebsch : le moine
- Franz Knaak : le cardinal
- Otto Mannstaedt : César
- Auguste Prasch-Grevenberg : le premier serviteur de Julias
- Marga von Kierska : la méchante femme
- Hans Walter : le confident de Julias
- Anders Wikman : le fils de César

## Autour du film
Pour le scénario du film, Fritz Lang s'est inspiré de la nouvelle d'Edgar Allan Poe, Le Masque de la mort rouge.